# Johnny Leoni
Johnny Leoni švicarski nogometaš, *30. junij 1984.
Za švicarsko reprezentanco je odigral eno uradno tekmo.